# Établissement métis de Buffalo Lake
L'établissement métis de Buffalo Lake est un hameau situé dans la province d'Alberta, dans le nord-ouest.